# Андреев, Константин Андреевич
Константин Андреевич Андреев — советский хозяйственный, государственный и политический деятель.

## Биография
Родился в 1902 году в деревне Малый Выльгорт Сысольского уезда. Коми.
С 1913 года — на хозяйственной, общественной и политической работе. В 1913—1946 гг. — работник в собственном хозяйстве, председатель кооперативно-лесопромысловой артели, секретарь, председатель Читаевского сельсовета, участковым инспектором нархозучета в Читаевском сельском совете, инструктор в Прилузском райземотделе,
плановико в Прилузском райисполкоме, председатель колхоза «Ударник» Читаевского сельсовета, директор Объячевской МТС.
Избирался депутатом Верховного Совета СССР 1-го созыва.
Умер в 1954 году в селе Жешарт Усть-Вымского района.